# Milianá
Milianá är en ort i Grekland.   Den ligger i prefekturen Nomós Ártas och regionen Epirus, i den centrala delen av landet, 250 km nordväst om huvudstaden Aten. Milianá ligger 764 meter över havet och antalet invånare är 119.
Terrängen runt Milianá är bergig åt sydost, men åt nordväst är den kuperad. Runt Milianá är det glesbefolkat, med 13 invånare per kvadratkilometer. Närmaste större samhälle är Skoulikariá, 12,6 km sydväst om Milianá. I omgivningarna runt Milianá växer i huvudsak blandskog.